# Audi Typ R
La Typ R è un'autovettura di fascia alta prodotta dall'Audi dal 1928 al 1929. È anche conosciuta come Audi Imperator.

## Contesto
La Typ R aveva montato un motore anteriore a otto cilindri in linea ed a quattro tempi, da 4.872 cm³ di cilindrata. Le valvole erano laterali. La potenza erogata era di 100 CV a 3.300 giri al minuto, mentre l'alesaggio e la corsa erano, rispettivamente, 80 mm e 122 mm. Il motore, rispetto a quello del modello predecessore, era stato semplificato. L'impianto elettrico era a 12 volt.
Il cambio, con leva al centro della vettura, era a tre rapporti, mentre la trazione era posteriore. La carreggiata anteriore e posteriore era di 1.450 mm. Le sospensioni erano a balestra ed assale rigido. Le carrozzerie disponibili erano berlina e limousine quattro porte, e cabriolet a due/quattro porte.
La velocità massima raggiunta dal modello era di 120 km/h, ma ciò che stupì della vettura fu l'incredibile elasticità del suo motore, basti pensare che riusciva ad accelerare con sorprendente disinvoltura nel rapporto più lungo da 8 km/h alla velocità massima.
la Typ R era lussuosa, ma ebbe scarso successo, soprattutto perché era estremamente cara come prezzo di listino. La commercializzazione della Typ R contribuì a spingere l'Audi, già economicamente provata dallo scarso successo dei modelli precedenti, verso la bancarotta. Così, nel 1928 la Casa di Zwickau venne rilevata dalla DKW, la quale mosse il primo passo verso la costituzione della futura Auto Union. Quanto alla Typ R, essa fu sostituita nel 1929 dalla Typ SS.